# گل یخ (آلبوم)
گل یخ اولین آلبوم استودیویی کوروش یغمایی، خواننده و نوازنده راک ایرانی است، که توسط او تولید و توسط بتهوون در سال ۱۳۵۲ منتشر شد. نام آلبوم اشاره به تک آهنگ موفق و معروف آن، گل یخ دارد که در زمان انتشار بیش از پنج میلیون نسخه فروخت، از زمان انتشار، اجراهای زیادی در داخل و خارج از ایران، برای این آهنگ برگزار شده‌است. آلبوم شهرت بسیاری برای یغمایی به ارمغان آورد و به زبانهای دیگر ترجمه و اقتباس شد. آلبوم در دوم فوریه سال ۲۰۱۲ توسط استون ثرو رکوردز در آمریکا به انتشار رسید.

## زمینه
در اوخر دهه شصت میلادی، کوروش یغمایی به همراه چند دوست خود گروه رپچرز را بنیان گذاشت. آنها معمولاً آثار گروه‌های راک مطرح دنیا از جمله کینکس، مانکیز و بیتلز را بازخوانی می‌کردند. در سال ۱۳۴۶ ترکیب اعضای گروه بدین صورت بود: یغمایی (گیتار، خواننده اصلی)، بهرام سعیدی (گیتار الکتریک)، کامران خشاش (ارگ)، جهانگیر (بیس) و منوچهر محبوبی (درامز). البته این گروه مدتی بعد منحل شد.
در اوایل دهه پنجاه یغمایی که از رپچرز بیرون آمده بود، به همراه دو برادر خود، کامران و کامبیز یغمایی فعالیت سولوی خود را آغاز کرد. موسیقی وی شامل ترکیب ملودی‌ها، سازها، آوازها و آهنگ‌های ایرانی با هارمونیها، گام‌ها و مدها بود.

## ضبط
یغمایی در سال ۱۳۵۲ شروع به ضبط اولین تک‌آهنگ‌های خود کرد و همزمان در دانشگاه ملی درس می‌خواند.  یغمایی برای ضبط استودیو پاپ را انتخاب کرد که در آن زمان امکانات بیشتری نسبت به بقیه استودیوهای تهران داشت. تمام آهنگ‌ها توسط خود او آهنگسازی و تنظیم شده بود.
مدتی بعد از شروع ضبط، یغمایی با همکلاسی خود، مهدی اخوان لنگرودی که شاعر نیز بود تماس گرفت و از او درخواست همکاری برای بعضی از ترانه‌ها کرد. لنگرودی نیز قبول کرد و از فردای آن روز همکاری این دو در آلبوم شروع شد. یکی از این ترانه‌ها، «گل یخ» بود، که طبق گفته لنگرودی از اشک‌های فرزند سه سالهٔ برادرش که همراه او در دانشگاه بود و «اشک‌هایش مثل یک ستاره از چشم‌هایش بیرون می‌زد» الهام گرفته. آهنگ «گل یخ»، یک تصنیف مالیخولیایی دربارهٔ عشق که در تلخ‌ترین زمستان‌ها پابرجاست. در حالی که آهنگی مثل «دل داره پیر می‌شه» یک گاراج راک به سبک ایرانی می‌باشد.
نام آلبوم در مراحل اولیه فقط «یغمایی» خوانده می‌شد و پس از ضبط کامل آهنگ گل یخ نام انتخاب شد. آخرین آهنگی که ضبط شد، «خار» بود، طولانی‌ترین آهنگ آلبوم.

## انتشار

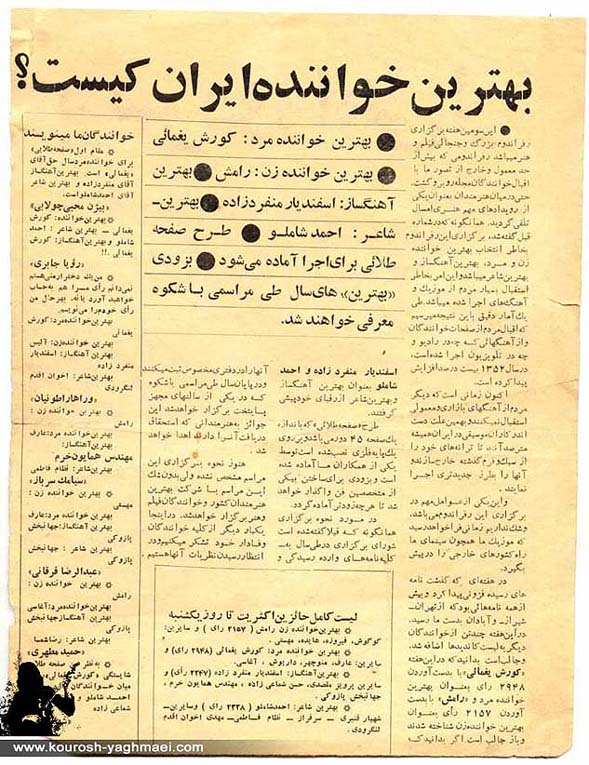
مجله یا روزنامه‌ایی که کوروش یغمایی را بر اساس آرای مردم بهترین خواننده مرد ایرانی لقب داده

آلبوم در همانسال ضبط به انتشار رسید و چهار تک آهنگ داشت که در بین آن‌ها «گل یخ» با فروش پنج میلیون نسخه‌ایی، بیشترین فروش را داشت. به دنبال آن شهرت بسیاری برای یغمایی به ارمغان آورد و پای او را به رادیو و تلویزیون باز کرد.

### تک‌آهنگ‌ها
اولین تک‌آهنگ آلبوم «گل یخ» بود که به همراه «دل داره پیر می‌شه» در بی-ساید توسط آهنگ روز روی صفحه هفت اینچی منتشر شد. به دنبال آن «خار» در همانسال و بعداز آن در ۱۳۵۳ «لیلا» / «پائیز» و سرانجام در ۱۳۵۴ «سرابه تو» توسط آهنگ روز منتشر شدند. طبق گفته خود یغمایی، کمپانی آهنگ روز تمام فروش تک‌آهنگ‌های گل یخ را صاحب شد و چیزی به او نرسید.

## میراث
موسیقی راک را در ایران شاید همزمان با رولینگ استونز شروع کردم. در آن هنگام عموم مردم و به ویژه جوانان، غیر از عده‌ای معدود در تهران، از این موسیقی آگاهی و شناخت درستی نداشتند. باید بگویم پیوند موسیقی راک با موسیقی ایرانی یا فولکلور کاری بسیار دشوار و حساس است که در صورت نداشتن تجربه و تخصص و … به صورت بسیار زشت و مسخره‌ای جلوه‌گر می‌شود— کوروش یغمایی در گفتگوی با امیدرضا میرصیافی، 
گل یخ در بین آلبوم‌های موسیقی راک ایرانی از اولین‌هایی بود که استاندارد جهانی را رعایت کرده بود و به همین دلیل کوروش یغمایی را به نام «پدر راک ایران» نیز می‌شناسند.
یغمایی در گل یخ و بقیه آثار خود، دارای سبک منحصر به فرد ایرانی در موسیقی سایکدلیک و بلوز-راک است. او نوآوری‌های زیادی در این آلبوم برای راک ایرانی انجام داد، استفاده از صفحه کلید به عنوان ریتم آهنگ به جای گیتار بخشی از این نوآوری است. از جمله توصیف یک تصویر مالیخولیایی، ریف‌های بلوز، تارها و صداهای سینث‌سایزر آنالوگ حسی را در قلب ایجاد می‌کند. همان‌طور که آهنگها تقریباً ۶ تا ۸ دقیقه طول می‌کشند، بسیاری از حرکات مترقی به راحتی می‌توانند بخشی از موسیقی باشند.
همچنین گل یخ بر بسیاری از موسیقی دانان راک ایرانی پس از یغمایی تأثیر گذاشت از جمله اشکان کوشانژاد، آهنگساز ایرانی-بریتانیایی.

## فهرست آهنگ‌ها
| شماره | نام                     | سراینده              | آهنگساز      | تنظیم        | مدت  |
| ----- | ----------------------- | -------------------- | ------------ | ------------ | ---- |
| ۱.    | «مسافر شهر باران»       | حسین نجفیان          | کوروش یغمایی | کوروش یغمایی | ۶:۰۳ |
| ۲.    | «ریحان»                 | محلی فولکور          | محلی فولکور  | کوروش یغمایی | ۳:۴۸ |
| ۳.    | «خار»                   | مانی مطیعی           | کوروش یغمایی | کوروش یغمایی | ۷:۰۰ |
| ۴.    | «گل یخ»                 | مهدی اخوان لنگرودی   | کوروش یغمایی | کوروش یغمایی | ۵:۱۴ |
| ۵.    | «سراب تو (شب یلدا)»     | رحیم معینی کرمانشاهی | کوروش یغمایی | کوروش یغمایی | ۴:۴۴ |
| ۶.    | «عاشقانه (تولد یک صدا)» | اردلان سرفراز        | کوروش یغمایی | کوروش یغمایی | ۴:۳۲ |
| ۷.    | «انتظار»                | منصور تهرانی         | کوروش یغمایی | کوروش یغمایی | ۴:۲۶ |
| ۸.    | «پاییز»                 | مانی مطیعی           | کوروش یغمایی | کوروش یغمایی | ۴:۲۸ |
| ۹.    | «شیرین جون»             | محلی فولکور          | محلی فولکور  | کوروش یغمایی | ۳:۳۵ |
| ۱۰.   | «هوار هوار»             | عباس ابطحی           | احمد خزائی   | کوروش یغمایی | ۳:۴۷ |
| ۱۱.   | «لیلا»                  | باباطاهر             | کوروش یغمایی | کوروش یغمایی | ۴:۳۲ |
| ۱۲.   | «اخم نکن»               | مهدی اخوان لنگرودی   | کوروش یغمایی | کوروش یغمایی | ۳:۲۵ |
| ۱۳.   | «تن چوبی (ساقه)»        |                      | کوروش یغمایی | کوروش یغمایی | ۳:۳۱ |

## یادداشت
1. ↑  نبوی، آوازهای زیرزمین، 134.
2. ↑  نبوی، آوازهای زیرزمین، 140.

### استنادات
- برلی, جی‌جی; فاطمی, ساسان (2015). موسیقی ایرانی و سرگرمی‌های عامه پسند: از مطربی تا لوسانجلسی و فراتر از آن (illustrated ed.). New York: روتلج. ISBN 978-1-317-33680-8.
- نبوی, ابراهیم (1393). آوازهای زیرزمین. روتلج. ISBN 978-1-909641-02-0.
- کشاورز, مهدیس (27 آگوست 2011). "شش پرسش با کوروش یغمایی". بیلبورد. Vol. 123, no. 23. Nielsen Business Media. ISSN 0006-2510. {{cite magazine}}: Check date values in: |date= (help)نگهداری یادکرد:تاریخ و سال (link)